# Amalienborg

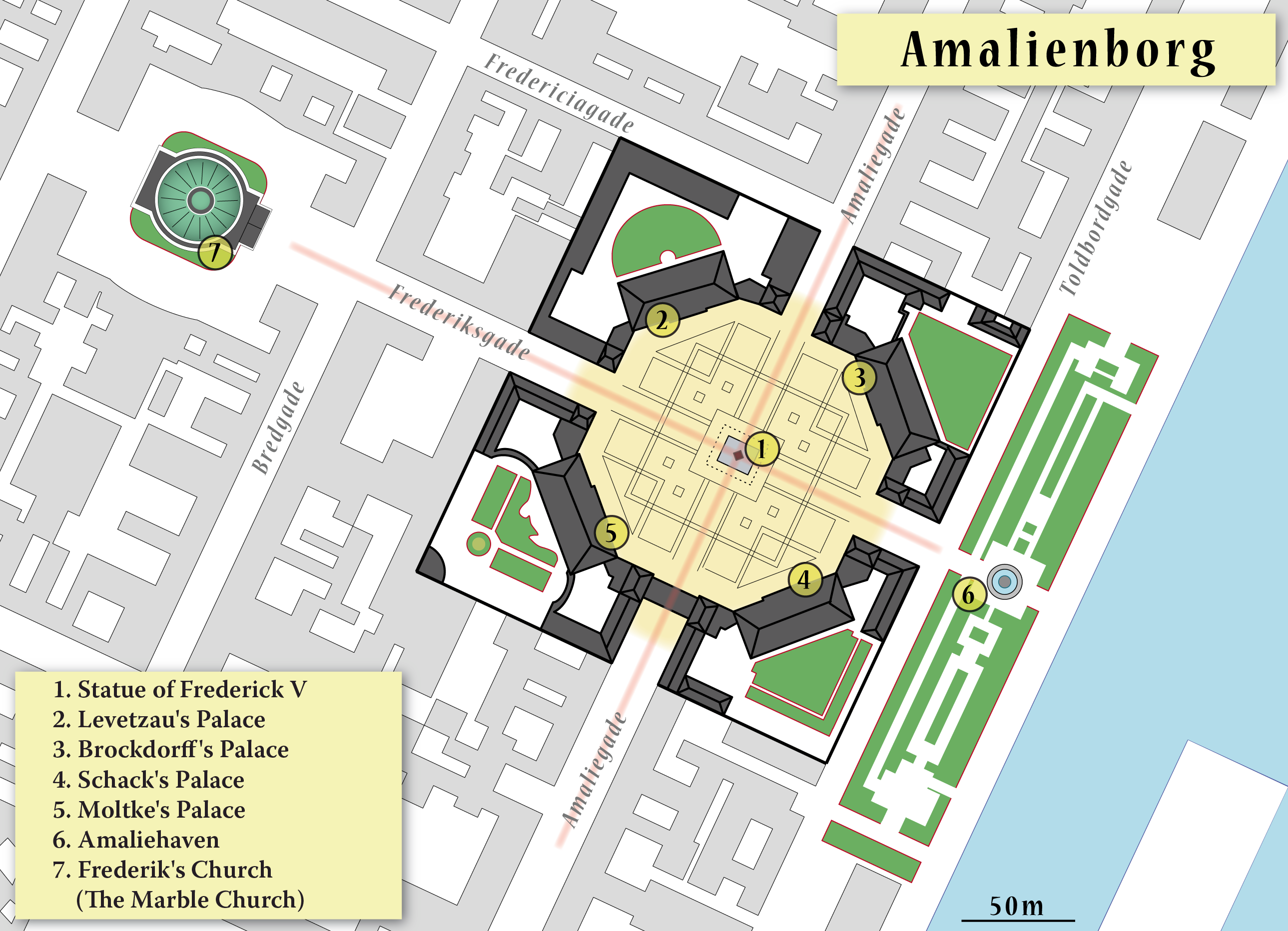
Plattegrond van Amalienborg. Links de Marmerkerk

Amalienborg in het stadsdeel Frederiksstaden te Kopenhagen is de residentie van de Deense koning Frederik X. De gebouwen dateren van omstreeks 1750. Sinds 1794 wordt het paleis gebruikt als koninklijke residentie.
De vier, vrijwel identieke, paleizen staan in een vierkant rond een achthoekige plein met in het midden het standbeeld van Frederik V. De vier paleizen zijn vernoemd naar Deense vorsten:
- Christian VIII (noordelijke vleugel); de officiële naam is Paleis Levetzau. De benedenverdieping is ingericht als museum. Op de bovenverdieping bevindt zich het appartement van prins Joachim.
- Frederik VIII (oostelijke vleugel); de officiële naam is Paleis Brockdorff. Dit is het woonpaleis van koning Frederik X met zijn gezin.
- Christian IX (zuidelijke vleugel); de officiële naam is Paleis Schack. Dit is het woonpaleis van koningin Margrethe II.
- Christian VII (westelijke vleugel); de officiële naam is Paleis Moltke. Dit is het gastenverblijf en is opengesteld voor publiek als er geen gasten verblijven.

Tussen de open ruimte is over het water het operagebouw van Kopenhagen te zien; aan de tegenoverliggende zijde de Marmerkerk.
- Gemeinsame Normdatei: 4578309-3
- Virtual International Authority File: 243862336
- WorldCat: E39PBJgmKbJcXfwbDrWFC4PqQq